# Haus mit den Chimären
Das Haus mit den Chimären (ukrainisch Будинок з химерами/Budynok s chymeramy; russisch Дом с химерами) ist ein Gebäude in Kiew, der Hauptstadt der Ukraine. Es ist nach den grotesken Chimären an seiner Fassade benannt.
Das Gebäude wurde von 1901 bis 1902 vom Architekten Władysław Horodecki, der auch als „Gaudí von Kiew“ bekannt ist, im Jugendstil erbaut.
Seit 2005 dient das Haus als eine Residenz des ukrainischen Präsidenten zur Ausrichtung offizieller und diplomatischer Empfänge.

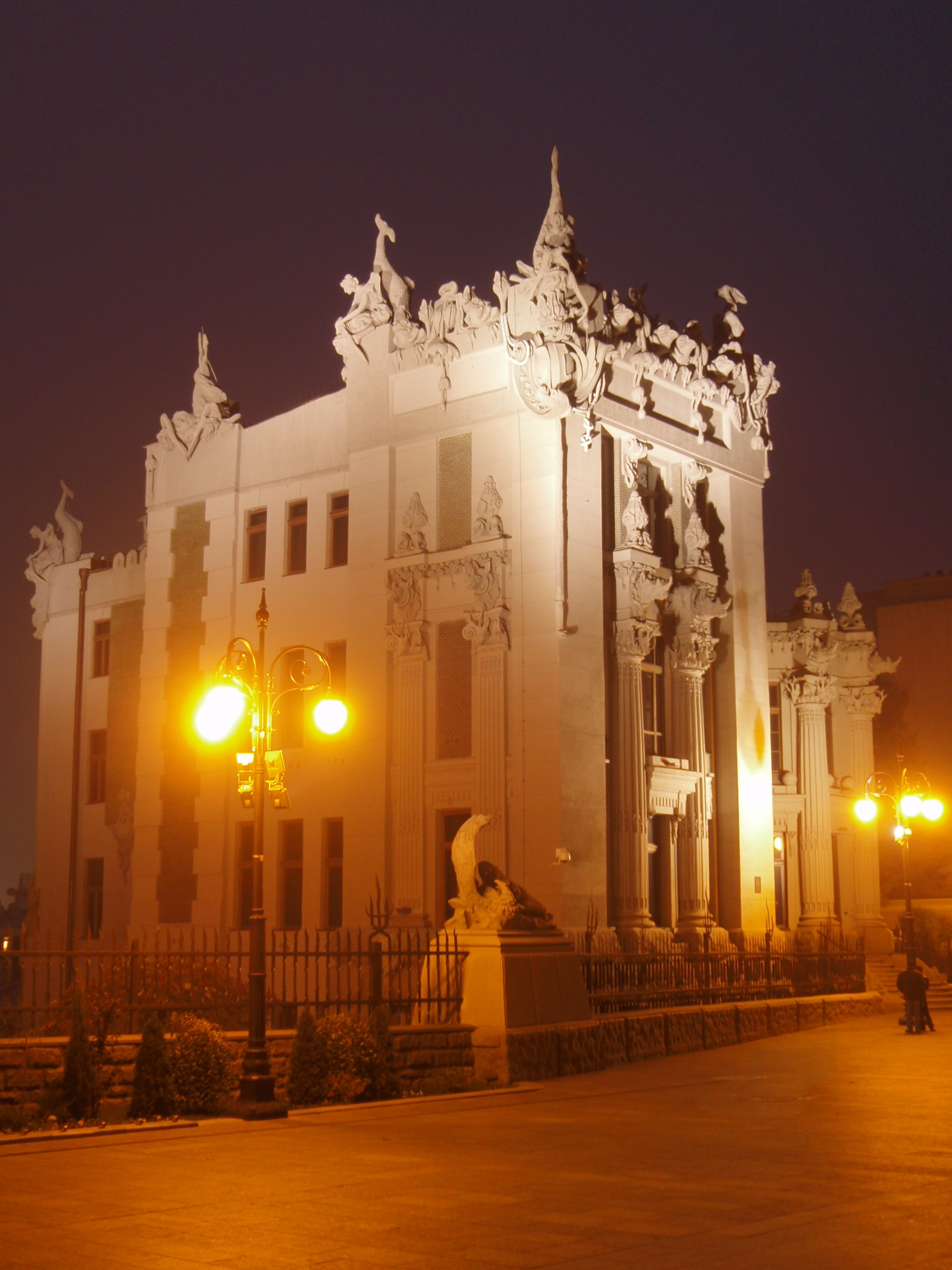
Das Haus mit den Chimären am Abend

## Lage
Das Haus mit den Chimären befindet sich in der Kiewer Innenstadt auf der Wulyzja Bankowa (Вулиця Банкова) 10 nahe der Villa Liebermann und gegenüber dem Präsidialamt der Ukraine.
Das Gebäude ist in einen Abhang gebaut. Von der Vorderseite gesehen, scheint das Haus nur drei Etagen zu haben, jedoch hat es in Wirklichkeit sechs Etagen. In der untersten Etage befinden sich zwei Ställe, zwei Räume für Kutscher, zwei Wohnungen und eine Waschküche. Die beiden Wohnungen bestehen je aus einem Foyer, Küche, Badezimmer und Abstellraum sowie zwei beziehungsweise drei Zimmer. Die Etagen darüber bestehen aus je einer Wohnung.